# Laura Vandevoorde
Laura Vandevoorde (Gent, 26 november 1998) is een Belgisch gymnaste, actief in het tumbling.

## Levensloop
Vandevoorde is afkomstig uit De Pinte en aangesloten bij Turnkring Oostakker.
Ze behaalde eenmaal zilver op een wereldkampioenschap (2021) en tweemaal een bronzen medaille op een Europees kampioenschap (2021 en 2022) in het teamevent in het tumbling. Op het WK van 2021 te Bakoe vormde ze een team met Sofie Rubbrecht, Tachina Peeters en Louise Van Regenmortel. Op het EK van 2021 te Sotsji bestond het team naast Vandevoorde uit Tachina Peeters en Evi Milh en in 2022 te Rimini maakte ze samen met Sofie Rubbrecht, Tachina Peeters en Evi Milh deel uit van de Belgische equipe.